# Misty (노래)
Misty는 1954년에 피아니스트 에롤 가너에 의해 쓰여진 재즈 스탠다드 곡이다.
에롤 가너가 연주곡으로 쓴 노래로서, 1955년 그의 앨범 Contrasts에 녹음되어 수록되었다. 그 뒤 조니 버크가 노랫말을 붙였고, 조니 매티스의 1959년 앨범 Heavenly에 수록되었다. 그리고 그 곡은 빌보드 핫 100에 12위로 평가되었다. 그 후, 엘라 피츠제럴드, 세라 본, 프랭크 시나트라, 빌리 엑스틴, 더 스튜던츠, 얼 그랜트, 로이드 프라이스, 레이 스티븐즈 등 수많은 아티스트들이 이 노래를 불렀다.
에롤 가너의 오리지널 곡은 1991년 '그래미홀 명예의 전당'에 올랐고, Johnny Mathis의 버전은 2002년에 올랐다. 또한 Ray Stevens의 버전은 1975년 그래미에서 '올해의 편곡상'을 받았다.
클린트 이스트우드는 그가 처음으로 감독한 영화 Play Misty For Me에서 이 곡을 중요한 모티브 중 하나로 삼았다.

## 뒷 이야기
1954년, 뉴욕에서 시카고로 비행기로 이동 중이던 가너는 안개 속을 비행하는 여객기의 창문 밖을 바라보고 있다가 갑자기 매력적인 멜로디를 떠올렸다. (무지개를 보고 떠올렸다는 이설도 있다). 그러나 가너는 악보를 읽고 쓸 수 없어서, 곧바로 멜로디를 기록하지 못했다. 멜로디를 잊어버릴듯 말듯한 위기에서 그는 시카고에 비행기가 착륙할 때까지 필사적으로 멜로디를 계속 떠올렸다. 그리고 비행기가 착륙한 직후 택시를 타고 호텔로 향했다. 그리고 급하게 테이프 녹음기를 구해와서 호텔 피아노에서 멜로디를 연주해 녹음하였다. 이 일화와 곡을 들은 가너의 친구가 "안개처럼 희미한 곡이다"고 평했다 하여 "Misty"라는 제목이 붙여졌다. 그리고 그 해 가너의 앨범에 수록되어 세상에 나온다.